# Russell Sage
Pour les articles homonymes, voir Sage (homonymie).
Russell Sage (4 août 1816 - 22 juillet 1906) est un important financier et homme politique américain du Gilded Age.

## Biographie
Russell Sage est né à Verona dans le comté d'Oneida, dans un milieu modeste. Il commence à travailler dans une épicerie avec son frère à Troy (New York), puis, peu à peu, monte une affaire de vente en gros durant les années 1839–1857. Il se présente aux élections locales en 1841 et est élu comme conseiller municipal de Troy. De 1848 à 1857, il est le trésorier du comté de Rensselaer. Entretemps, il se marie avec Marie-Henrie Winne, qui meurt en 1867.
Russell Sage poursuit sa carrière politique en intégrant une commission parlementaire relative aux levées d'impôts et aux niveaux de taxation, appelée Committee on Ways and Means, qui lui permet d'avoir des entrées dans le monde de la finance, notamment à Wall Street, mais aussi d'obtenir certains « arrangements » entre l’État et les intérêts privés. Il sera d'ailleurs poursuivi en justice pour pratiques usuraires. Il est membre du parti whig et participe aux primaires.
En 1869, il se remarie avec Olivia Slocum (1828-1918). Cinq ans plus tard, il fait son entrée au New York Stock Exchange comme arbitre financier et se hisse au rang d'acteur incontournable dans le jeu spéculatif qui accompagne le boom sur les chemins de fer. Il se rapproche de Jay Gould et les deux hommes intègrent les conseils d'administration des principales lignes du pays : Wabash Railroad, Missouri Pacific Railroad, Missouri-Kansas-Texas Railroad, Delaware, Lackawanna and Western Railroad et St. Louis-San Francisco Railway. Sage devient également directeur de la Western Union et de l'Union Pacific Railroad. Il est également présent dans divers trusts bancaires et commerciaux.
En 1891, il est blessé lors d'un attentat à l'explosif dans ses bureaux sur Broadway par un actionnaire mécontent, qui exigeait des espèces en échange d'obligations au porteur.
Il meurt en 1906, léguant toute sa fortune, soit 70 millions de dollars à sa femme. Ayant obtenu, chose rare à cette époque, l'usufruit total des actifs de son époux, Olivia Slocum Sage consacre les dix dernières années de sa vie à des fondations philanthropiques : elle crée la Russell Sage Foundation, puis le Russell Sage College de Troy, dote l'Institut polytechnique Rensselaer ainsi qu'une école d'éducation pour les jeunes filles.